# Ottenschlag
Ottenschlag osztrák mezőváros Alsó-Ausztria Zwettli járásában. 2019 januárjában 992 lakosa volt. 

## Elhelyezkedése

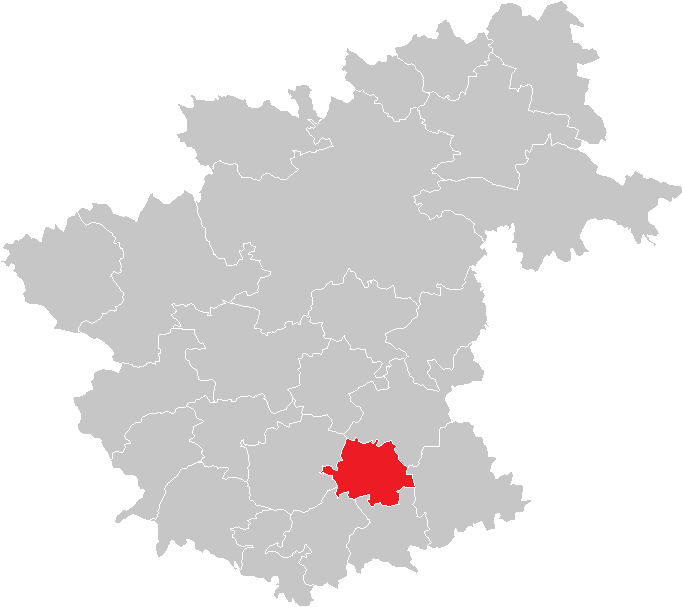
Ottenschlag a Zwettli járásban

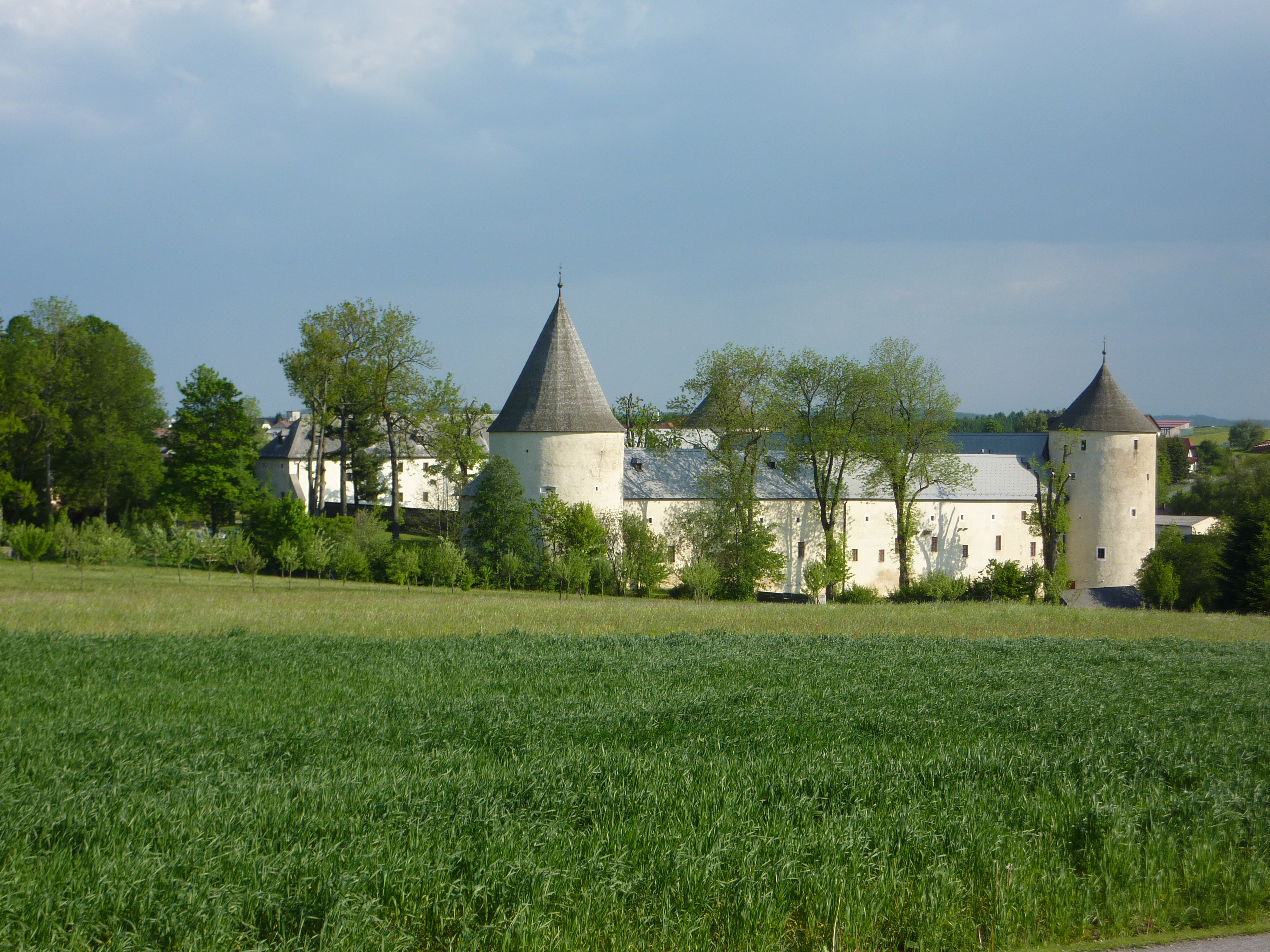
Az ottenschlagi kastély

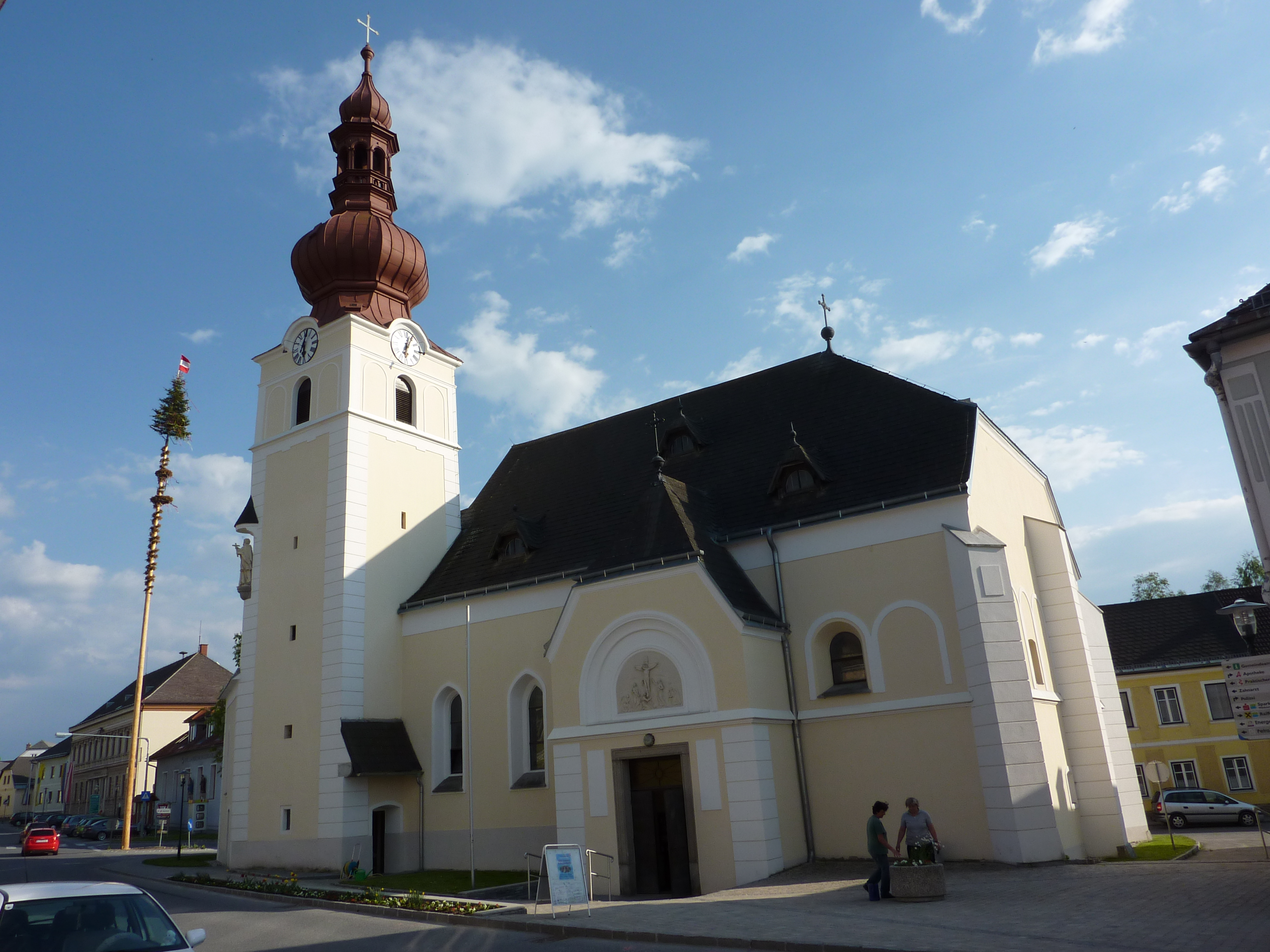
A Szt. Jakab plébániatemplom

Ottenschlag Alsó-Ausztria Waldviertel régiójában fekszik a Cseh-masszívum gránit-gnejsz fennsíkján. Legfontosabb folyóvize a Raxenbach. Területének 57,3%-a erdő. Az önkormányzat 7 településrészt és falut egyesít: Bernreith (44 lakos 2019-ben), Endlas (45), Jungschlag (44), Neuhof (81), Oedwinkel (0), Ottenschlag (768) és  Reith (10). A kataszteri közösségek Bernreith, Endlas, Jungschlag, Neuhof és Ottenschlag.
A környező önkormányzatok: északra Sallingberg, keletre Kottes-Purk, délre Kirchschlag, délnyugatra Martinsberg, nyugatra Bad Traunstein.

## Története
Ottenschlagot a 11. század végén telepítették a Babenbergek. 1096-ban tulajdonosai II. Lipót őrgróf két miniszteriálisa volt, Otto és Perthold. A 13. század közepén a Maissau család szerezte meg. 1390-ben a település mezővárosi jogokat kapott. A kései középkorban birtokosai gyakran változtak, míg 1569-ben a Polheim bárók kezére került. Egyik prominens tulajdonosa Andreas Wolf von Polheim (1557-1592) volt, aki 13 évesen kezdte tanulmányait a tübingeni egyetemen és később a wittenbergi egyetem rektora vált belőle. Özvegye, Anna von Polheim az 1596-97-es parasztfelkelésben megrongált mezővárost és a várat nagy költségek árán helyrehozatta. Ottehschlag lakosságának többsége ekkor protestáns volt; az ellenreformáció hatására a 17. század elején visszatért a katolikus valláshoz. A harmincéves háborúban a települést többször megszállták, a várat pedig a svédek megostromolták. 1666-ban a Herberstein grófok szerezték meg a birtokot, tőlük 1793-ban Johann Josef von Stiebar vásárolta meg. A napóleoni háborúk során két hónapig francia katonákat kvártélyoztak el Ottenschlagban. 1831-ben a Falkenhayn grófok vásárolták meg Ottenschlagot. 1898-ban az özvegy Anna von Falkenhayn a szalvatoriánus rend apácáinak alapított egy filiálét. 
A második világháború végén, 1945. április 20-án a szovjetek bombázták Ottenschlagot, 56 házat ért találat.  

## Lakosság
Az ottenschlagi önkormányzat területén 2019 januárjában 992 fő élt. A lakosságszám 1880-ban érte el csúcspontját 1606 fővel, azóta lassú, de folyamatos csökkenés tapasztalható. 2017-ben a helybeliek 96,4%-a volt osztrák állampolgár; a külföldiek közül 0,4% a régi (2004 előtti), 1,8% az új EU-tagállamokból érkezett. 1,3% a volt Jugoszlávia (Szlovénia és Horvátország nélkül) vagy Törökország, 0,1% egyéb országok polgára volt. 2001-ben a lakosok 92,4%-a római katolikusnak, 2,7% mohamedánnak, 2,6% pedig felekezeten kívülinek vallotta magát. Ugyanekkor a legnagyobb nemzetiségi csoportot a német (95,6%) mellett a török alkották 2,6%-kal.
A lakosság számának változása:

| 2016 | 997   |
| 2018 | 1 002 |

## Látnivalók
- az 1523-ban épült ottenschlagi kastély. Ma mezőgazdasági szakiskola működik benne.
- a Szt. Jakab-plébániatemplom 1490-ben épült, 1696-ban barokk stílusban átépítették és kibővítették.

## Fordítás
- Ez a szócikk részben vagy egészben  az   Ottenschlag (Niederösterreich) című német Wikipédia-szócikk ezen változatának fordításán alapul.  Az eredeti cikk szerkesztőit annak laptörténete sorolja fel. Ez a jelzés csupán a megfogalmazás eredetét és a szerzői jogokat jelzi, nem szolgál a cikkben szereplő információk forrásmegjelöléseként.